# Сокуренко Надія Іванівна
Наді́я Іва́нівна Сокуре́нко (4 січня 1933) — керуюча відділком виноградарського радгоспу-заводу «Зелений Гай» Вознесенського району Миколаївської області, Герой Соціалістичної Праці (1971).

## Життєпис
Народилася в селі Чернятин, нині Жмеринського району Вінницької області.
Після закінчення 7 класів Чернятинської неповної середньої школи вступила на навчання до Чернятинського плодоовочевого технікуму, який закінчила у 1953 році, отримавши диплом агронома-плодоовочівника.
За направленням приїхала на роботу до виноградарського радгоспу-заводу «Зелений Гай» Вознесенського району Миколаївської області. У 1966 році закінчила Одеський сільськогосподарський інститут за спеціальністю «Агрономія». Пройшла трудовий шлях від нормувальника до керуючої відділком.
Нині на заслуженому відпочинку, але бере активну участь у громадському житті району.

## Нагороди
Указом Президії Верховної Ради СРСР від 26 квітня 1971 року «за видатні успіхи, досягнуті у виконанні п'ятирічного плану розвитку харчової промисловості» Сокуренко Надії Іванівні присвоєне звання Героя Соціалістичної Праці з врученням ордена Леніна і золотої медалі «Серп і Молот».